# Combretum tetralophum
Combretum tetralophum är en tvåhjärtbladig växtart som beskrevs av Charles Baron Clarke. Combretum tetralophum ingår i släktet Combretum och familjen Combretaceae. Inga underarter finns listade i Catalogue of Life.